# Église Saint-Vincent de Ricey-Haut
L'église Saint-Vincent est une église située aux Riceys, en France.

## Localisation
L'église est située sur la commune des Riceys, dans le département français de l'Aube.

## Historique
L'édifice est classé au titre des monuments historiques en 1913.

## Galerie d'images

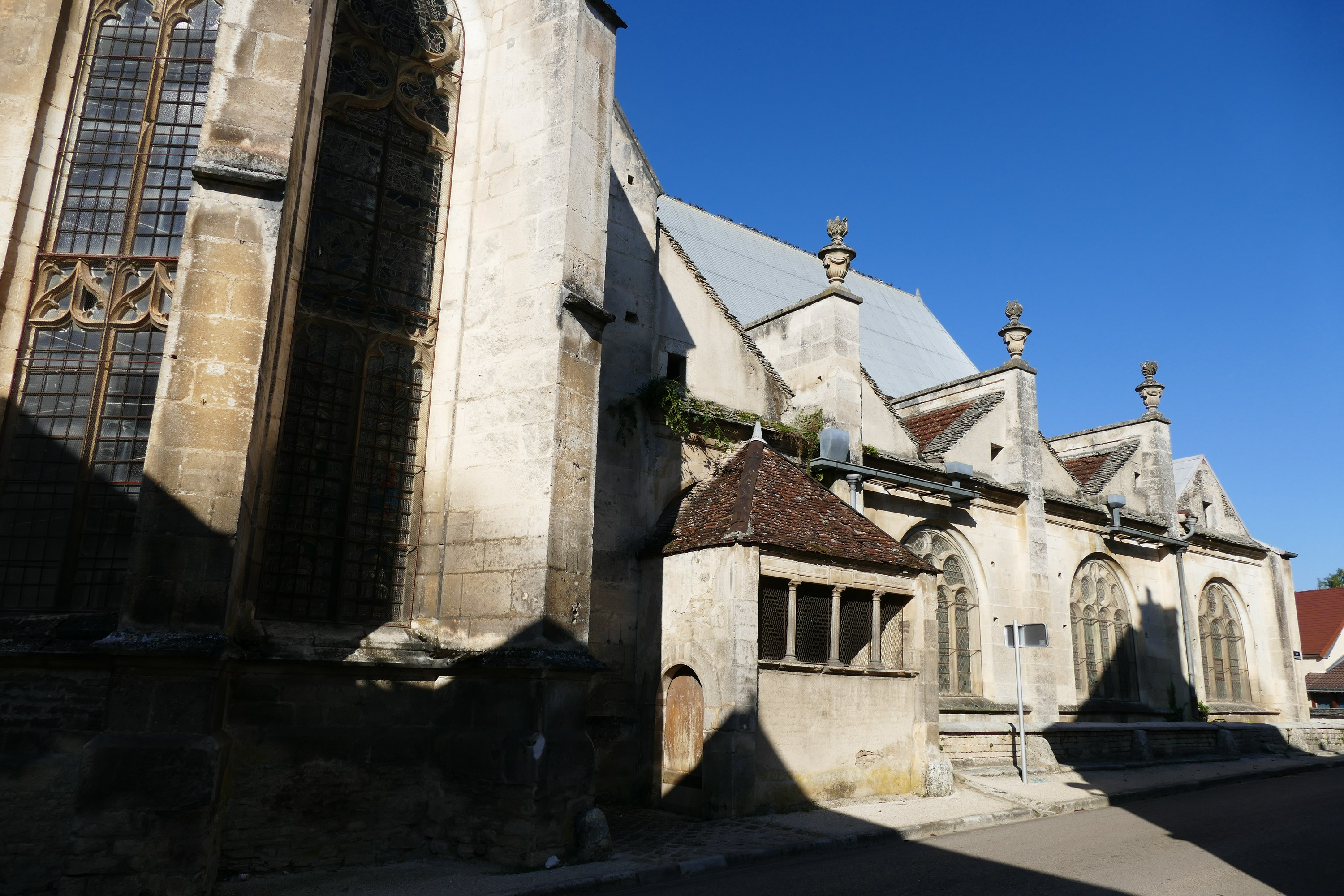
Le côté.
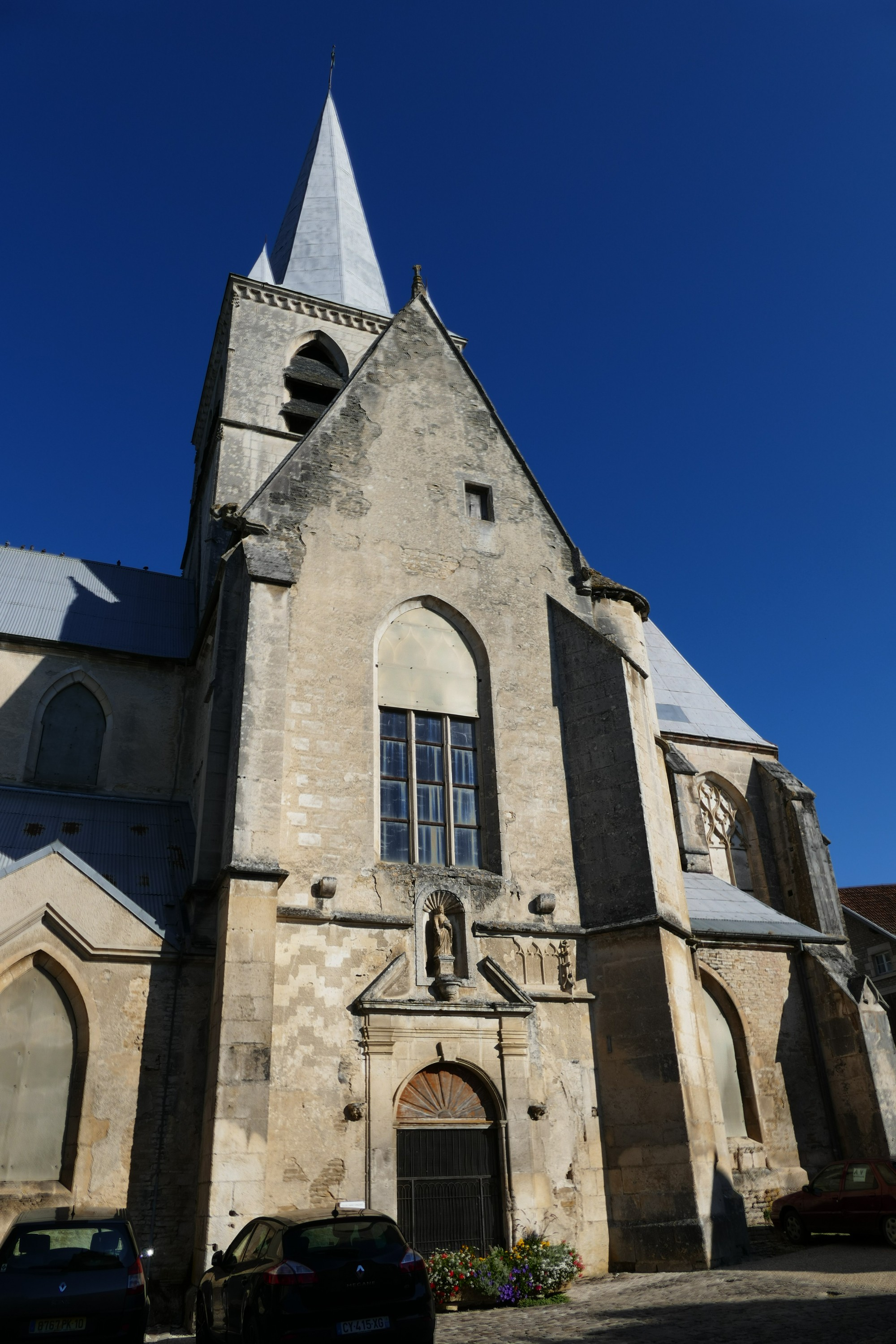
Le portail.
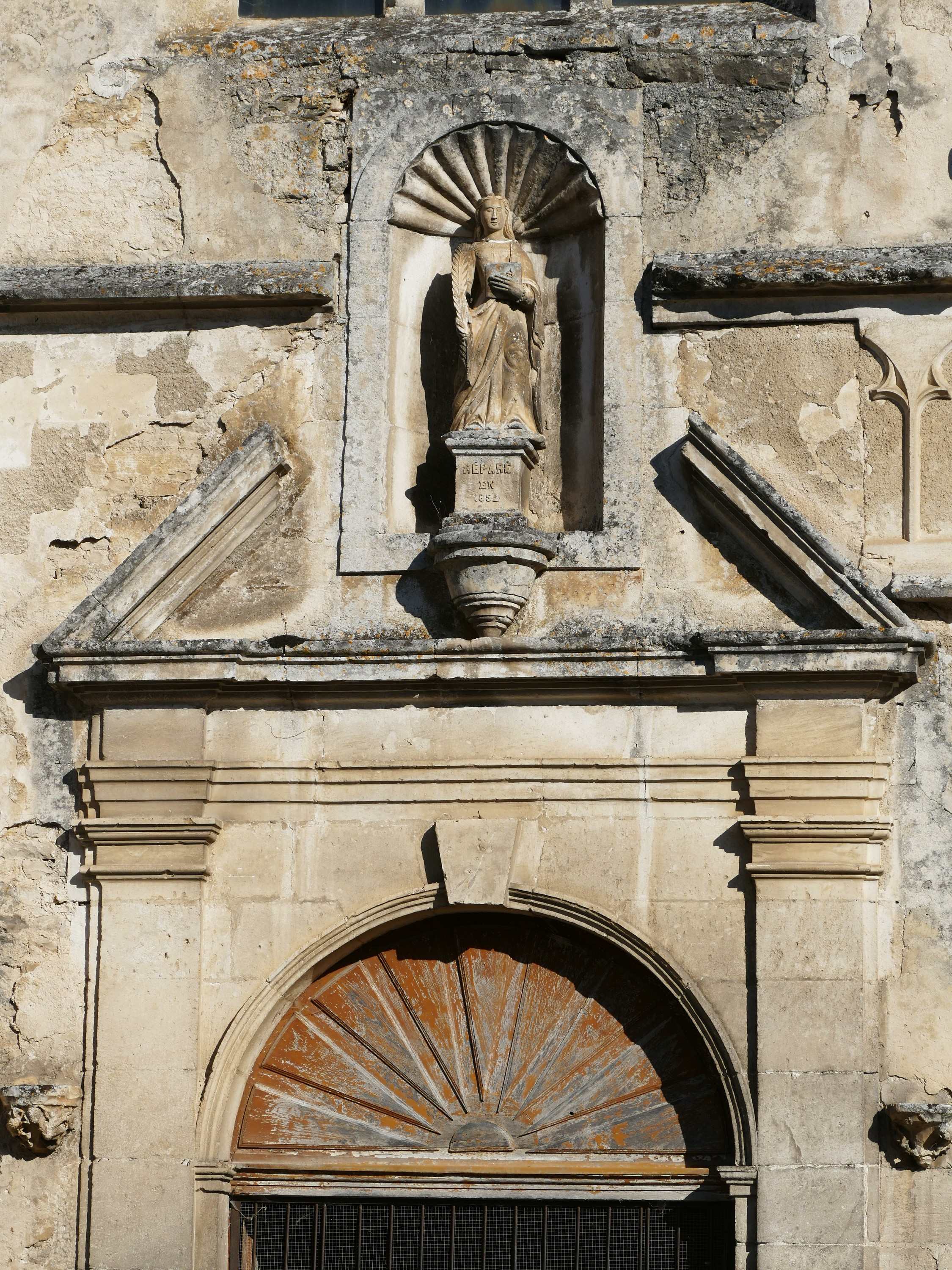
Détail du portail.
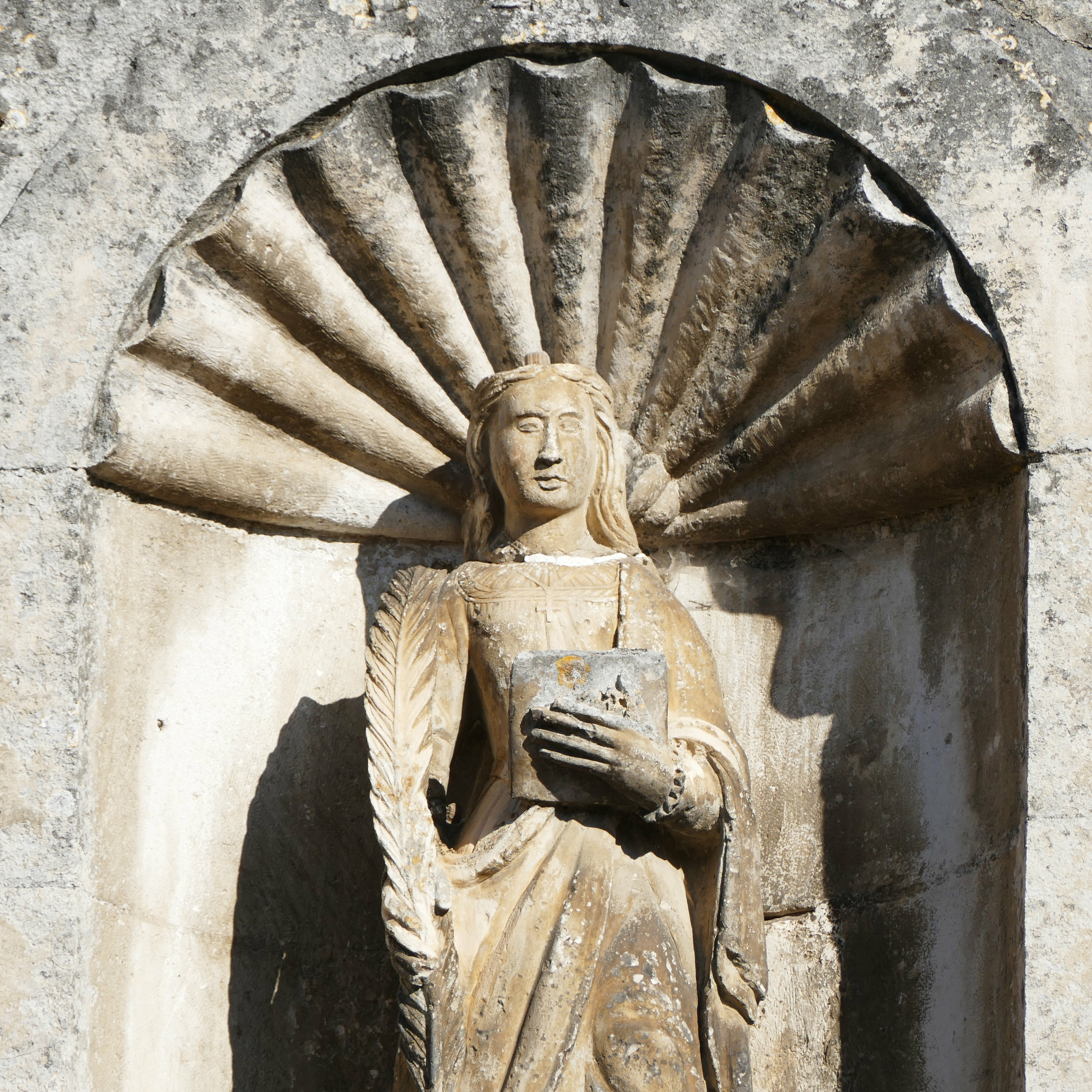
Statue du portail.